# 페르식 케디리
페르식 케디리(Persik Kediri), 약칭 페르식(Persik)은 인도네시아 자와티무르 주 케디리의 축구 클럽으로, 1950년에 라덴 무하마드 마힌(Raden Muchamad Machin)과 T.H.D. 라마트(T.H.D. Rahmat), M. 사누시(M. Sanusi) 세 사람이 설립했다. 페르식은 "인도네시아 케디리 축구 협회"("Persatuan Sepakbola Indonesia Kediri")의 인도네시아어 약칭이다.
페르식 케디리는 인도네시아에서 성공한 축구 클럽 가운데 하나로 손꼽히고 있으며 1994년부터 리가 인도네시아에서 활동하기 시작했다. 페르식 케디리는 2003년과 2006년에 리가 슈퍼 인도네시아에서 두 번 우승한 경력을 갖고 있다.

## 성적
- 리가 슈퍼 인도네시아 우승

우승 (2): 2003, 2006
- 자와티무르 주지사배 리그컵

우승 (4): 2002, 2005, 2006, 2008

## 선수 명단

### 현역
참고: FIFA 자격 규정에 따라 소속된 국가대표팀 국기를 표시합니다. 선수는 복수의 FIFA 비회원국 국적을 가지고 있을 수 있습니다.
| 번호 | 포지션 | 국적     | 이름          |
| ---- | ------ | -------- | ------------- |
| 3    | DF     | 포르투갈 | 키코          |
| 10   | MF     | 포르투갈 | 제 발렌테     |
| 17   | MF     | 레바논   | 마제드 오스만 |
| 32   | MF     | 네팔     | 로힛 챈드     |

| 번호 | 포지션 | 국적 | 이름 |
| ---- | ------ | ---- | ---- |

## 역대 감독
| 감독              | 임기   |
| ----------------- | ------ |
| 마르셀로 로스피드 | 2023 ~ |